# 湯氏異吻象鼻魚
湯氏異吻象鼻魚，為輻鰭魚綱骨舌魚目象鼻魚科的其中一種。分布於非洲幾內亞、賴比瑞亞、幾內亞比索及獅子山的淡水流域，棲息於水底，具有發電器官，用來偵測獵物，體深褐色，背鰭軟條22-27枚;臀鰭軟條37-43枚，體長可達20公分。

## 外部連結
- 湯氏異吻象鼻魚的圖片 （页面存档备份，存于）